# Лемма Гаусса о квадратичных вычетах
Ле́мма Га́усса позволяет определять, является ли число квадратичным вычетом по модулю простого числа.

## Формулировка
Возьмем простое  {\displaystyle p} и  натуральное {\displaystyle a} такое что   {\displaystyle (a,p)=1}.
Посмотрим на остатки чисел {\displaystyle a,2\cdot a,3\cdot a,\dots {\frac {p-1}{2}}\cdot a} по модулю {\displaystyle p}.
Пусть среди них  {\displaystyle v} остатков больших чем  {\displaystyle {\frac {p}{2}}}, тогда  {\displaystyle \left({\frac {a}{p}}\right)=(-1)^{v}} (здесь использован символ Лежандра).

## Доказательство
Рассмотрим произведение {\displaystyle a\cdot 2a\cdot 3a\cdots {\frac {p-1}{2}}\cdot a\equiv \left({\frac {p-1}{2}}\right)!\cdot a^{\frac {p-1}{2}}{\pmod {p}}}.
Заменим числа {\displaystyle k\cdot a}, большие чем   {\displaystyle {\frac {p}{2}}} по модулю  {\displaystyle p}, на {\displaystyle (-1)\cdot (p-k\cdot a)}. Тогда слева вынесем  {\displaystyle (-1)^{v}} и получим произведение некоторых {\displaystyle {\frac {p-1}{2}}} чисел по модулю {\displaystyle p}, которые различны по модулю {\displaystyle p} ({\displaystyle (m\pm n)\cdot a\not \equiv 0{\pmod {p}}}) и дают остаток меньше  {\displaystyle {\frac {p}{2}}}, значит это произведение сравнимо с {\displaystyle \left({\frac {p-1}{2}}\right)!}. Тогда мы можем сократить наше сравнение на {\displaystyle \left({\frac {p-1}{2}}\right)!} и получим что {\displaystyle (-1)^{v}\equiv a^{(p-1)/2}{\pmod {p}}}. По критерию Эйлера {\displaystyle a^{\frac {p-1}{2}}\equiv \left({\frac {a}{p}}\right){\pmod {p}}}.